# Escueillens-et-Saint-Just-de-Bélengard

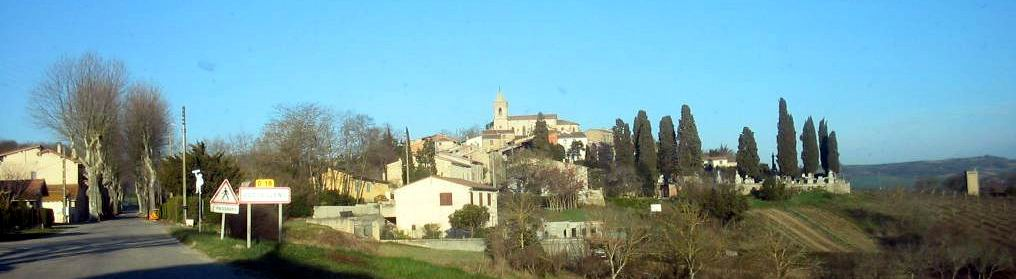
Panorama miasteczka

Escueillens-et-Saint-Just-de-Bélengard – miejscowość i gmina we Francji, w regionie Oksytania, w departamencie Aude.
Według danych na rok 1990 gminę zamieszkiwało 140 osób, a gęstość zaludnienia wynosiła 13 osób/km² (wśród 1545 gmin Langwedocji-Roussillon Escueillens-et-Saint-Just-de-Bélengard plasuje się na 763. miejscu pod względem liczby ludności, natomiast pod względem powierzchni na miejscu 711.).